# Canons van Eusebius

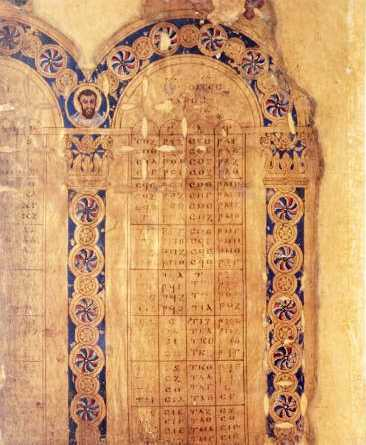
Een bladzijde met de Canons van Eusebius, een afschrift uit de 6e eeuw, ingebonden in een evangelie uit de 12e eeuw. (British Library, Additional MS 5111)

De Canons van Eusebius zijn tien tabellen die door Eusebius van Caesarea (Eusebius Pamphili) (265-340) opgesteld werden met het doel de parallelteksten in de verschillende evangeliën gemakkelijk te kunnen opzoeken.
Eusebius legt het systeem ervan uit in een brief aan een zekere Carpianus. Afschriften van deze brief, het Epistula ad Carpianum, zijn in een groot aantal bijbelhandschriften bewaard gebleven, als inleiding op en gebruiksaanwijzing voor de Canons.
Ten eerste werden de evangeliën ingedeeld in secties of perikopen. Eusebius vermeldt in zijn brief aan Carpianus dat Ammonius van Alexandrië veel werk had verricht om de parallellen uit de verschillende evangeliën naast elkaar te schrijven. Eusebius bouwde hierop verder, maar bedacht een ander systeem: door de verwijzingen naar parallelle secties naast elkaar in tabellen te zetten, kon men ze snel terugvinden, en kon men bovendien de evangeliën ook apart in de juiste volgorde lezen.
De tabellen waren als volgt ingedeeld:
Tabel 1: de secties die de vier evangeliën gemeenschappelijk hebben
Tabel 2: de parallelle secties uit Matteüs, Marcus en Lucas (de synoptische evangeliën)
Tabel 3: de parallelle secties uit Matteüs, Lucas en Johannes
Tabel 4: de parallellen uit Matteüs, Marcus en Johannes
Tabel 5: de parallellen uit Matteüs en Lucas
Tabel 6: uit Matteüs en Marcus
Tabel 7: Matteüs en Johannes
Tabel 8: Lucas en Marcus
Tabel 9: Lucas en Johannes
Tabel 10: vermeldt per evangelie het materiaal dat uniek is aan dat evangelie.
Daar deze tabellen zo handig waren om parallelteksten op te zoeken en om de evangeliën te vergelijken, werden ze al spoedig algemeen verbreid. Vanaf de vijfde eeuw werden de sectienummers van Ammonius, met verwijzingen naar de canontabellen van Eusebius, aangebracht in de marge van de manuscripten. Aan het begin van elke sectie stond het sectienummer genoteerd, met daaronder een tweede nummer, dat verwees naar een van de tien tabellen of 'canons' van Eusebius, waar men de parallelle secties kon terugvinden.
Deze nummering werd in de marge van verscheidene edities van het Nieuwe Testament van Konstantin von Tischendorf opgenomen, maar ook in modernere uitgaven van het Griekse Nieuwe Testament.
Eusebius' synoptische systeem van sectie- en canon-nummers geeft ons een idee van zijn opmerkelijk werk aan de evangeliën. Tot op vandaag zijn deze tabellen nuttig. Ook bij het collationeren van manuscripten zijn deze tabellen een oriëntatiehulp.